# Jan Michał Rozwadowski

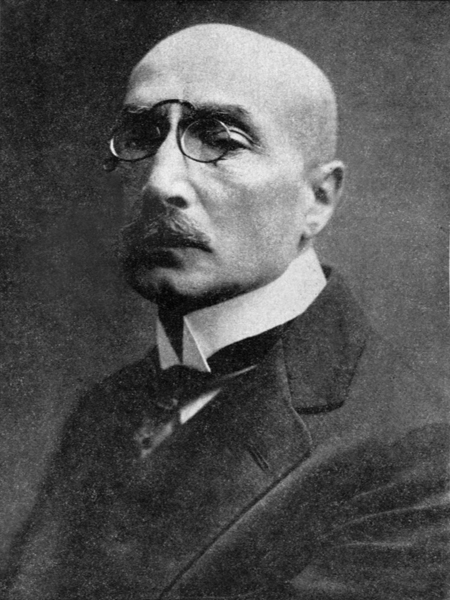
Jan Michał Rozwadowski

Jan Michał Rozwadowski (* 7. Dezember 1867 in der Nähe von Tarnau, Österreich-Ungarn; † 13. März 1935 in Warschau) war ein polnischer Sprachwissenschaftler. Ab 1904 war er ordentlicher Professor und Inhaber des Lehrstuhls für Vergleichende Sprachwissenschaft an der Jagiellonen-Universität in Krakau. 1925 wurde er zum Präsidenten der Polska Akademia Umiejętności gewählt.
Rozwadowski beschäftigte sich vor allem mit den slawischen Sprachen, insbesondere mit dem Polnischen.
Bemerkenswert sind auch sein Wörterbuch zu einer Varietät des Romani sowie seine Arbeit zur Sprache und Folklore der Ainu in Zusammenarbeit mit Bronisław Piłsudski.

## Schriften
Auf Deutsch:
- Wortbildung und Wortbedeutung: Eine Untersuchung ihrer Grundgesetze. Heidelberg 1904.
- Wörterbuch des Zigeunerdialekts von Zakopane. Krakau 1936.

Auf Englisch:
- mit Bronisław Piłsudski: Materials for the study of the Ainu language and folklore. Krakau 1912.